# Fernando Bello
Blas Fernando Bello (Pergamino, 29 de noviembre de 1910-21 de agosto de 1974) fue un futbolista argentino, apodado Tarzán. Se desempeñaba como portero. Más tarde fue entrenador.

## Trayectoria

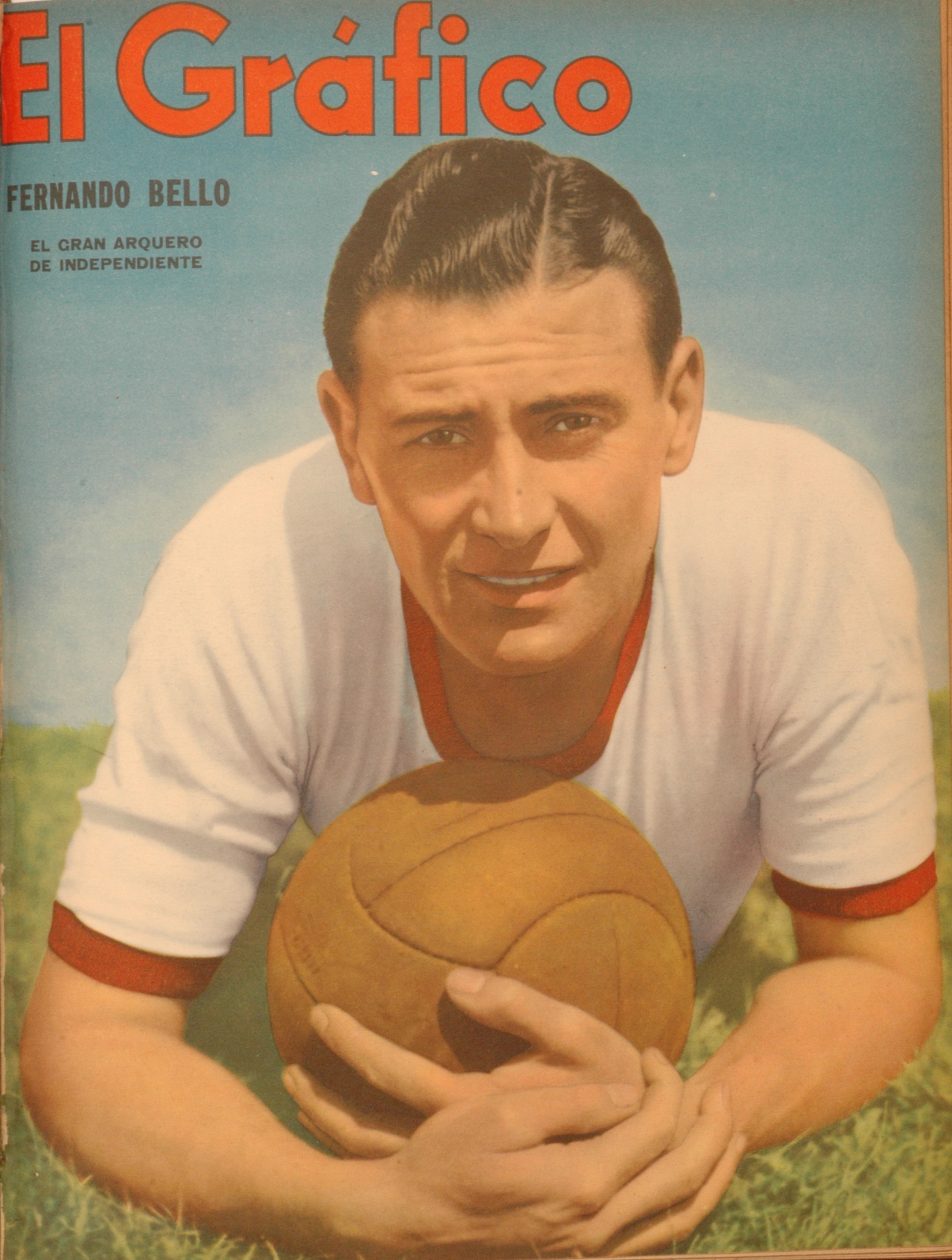
Fernando Bello en 1940.

Desarrolló su carrera futbolística en el Club Atlético Independiente. Es recordado como el primer gran arquero de la institución de Avellaneda, llegando a ser uno los más emblemáticos guardavallas de su época.
También jugó para la Selección Argentina. Participó de la Copa América 1935, donde Argentina fue subcampeón. Bello jugó en los tres partidos: contra Chile (arco invicto), Perú (arco invicto) y Uruguay (arco invicto). En el último partido, en el minuto 28, lo reemplazó en la portería Sebastián Gualco.
Dos años más tarde, participó en nuevamente en la  Copa América 1937, donde Argentina ganó el campeonato sudamericano. Bello jugó en los dos últimos partidos, decidir la batalla por el campeonato contra Brasil. Argentina ganó los dos encuentros, y Bello no recibió ni un solo gol.
En 1938 y 1939 Bello obtuvo, con Independiente, el campeonato argentino dos veces de manera consecutiva. Aquel mítico equipo contaba con jugadores de la talla de Arsenio Erico, Vicente de la Mata y Antonio Sastre, entre otros.

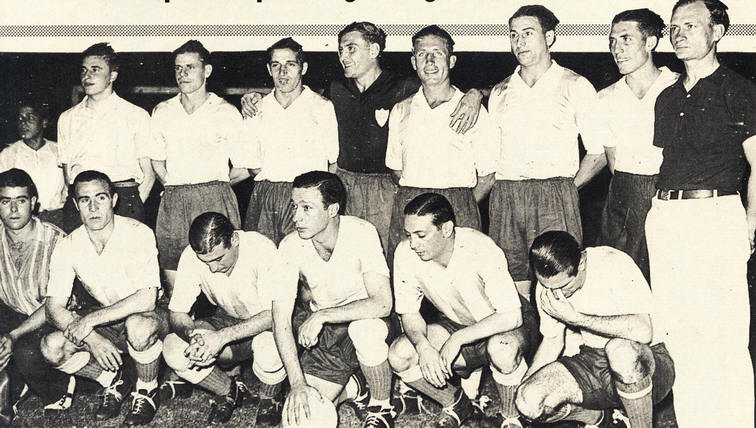
El plantel de la Selección Argentina que conquistó la Copa América 1937, con Fernando Bello en el centro, de pie.

Sin embargo, jugaría un torneo más para la Selección Argentina, la Copa América 1945, donde la "albiceleste" una vez más se alzó con el campeonato de América del Sur. Bello recibió goles en dos partidos - con Bolivia y Ecuador (recibió 2 goles).
Entre 1934 y 1945, Bello defendió 12 veces la meta para Argentina. Sin embargo, los colores de Independiente los vistió 300 partidos, entre 1933 y 1944. La FIFA lo incluyó entre los jugadores legendarios del club.
Bello se destacaba por su elegancia y capacidad atlética a la hora de atajar: conocía su oficio como pocos. Por su coraje y sus saltos voladores se ganó el apodo de "Tarzán".
Tuvo una activa participación durante la crucial huelga de 1948 y posteriormente ejerció la secretaría general de Futbolistas Argentinos Agremiados.
Después de retirarse, Bello continuó su carrera como entrenador, llevando a Independiente a la obtención del título de campeón argentino en 1948. Asimismo, trabajó largo tiempo en las divisiones inferiores del club.

## Estadísticas

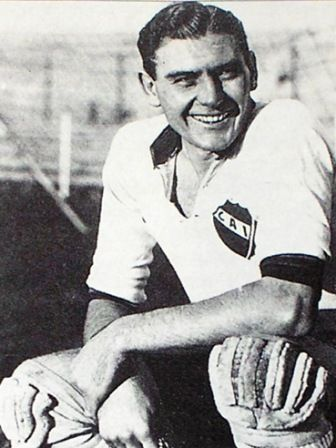
"Tarzán" Bello fue el arquero de Independiente durante 11 años, llegando a atajar un total de 300 encuentros.

| Club                    | Año           | Partidos | Penales atajados |
| ----------------------- | ------------- | -------- | ---------------- |
| Independiente Argentina | 1933          | 30       |                  |
| Independiente Argentina | 1934          | 37       |                  |
| Independiente Argentina | 1935          | 30       |                  |
| Independiente Argentina | 1936          | 18       |                  |
| Independiente Argentina | 1937          | 8        |                  |
| Independiente Argentina | 1938          | 32       |                  |
| Independiente Argentina | 1939          | 28       |                  |
| Independiente Argentina | 1940          | 29       |                  |
| Independiente Argentina | 1941          | 16       |                  |
| Independiente Argentina | 1942          | 20       |                  |
| Independiente Argentina | 1943          | 29       |                  |
| Independiente Argentina | 1944          | 23       | 6                |
| Total club              | Total club    | 300      | 6                |
| Selección Argentina     | 1934-1945     | 12       |                  |
| Total carrera           | Total carrera | 312      | 6                |

## Palmarés

### Títulos como jugador
| Primera División                                   | Independiente | Argentina           | 1938 |
| Copa Aldao(n)                                      | Independiente | Argentina / Uruguay | 1938 |
| Primera División                                   | Independiente | Argentina           | 1939 |
| Copa Escobar                                       | Independiente | Argentina           | 1939 |
| Copa Ibarguren                                     | Independiente | Argentina           | 1939 |
| Copa Aldao(n)                                      | Independiente | Argentina / Uruguay | 1939 |
| (n) Reconocida por AFA y AUF pero no por CONMEBOL. |               |                     |      |

Títulos no oficiales en clubes
- Torneo Internacional Nocturno: 1936 y 1941[6]
- Copa Intendencia Municipal de La Rioja: 1937
- Copa Trofeo Premio Cigarrillos Saratoga (versus Racing Club): 1939
- Copa Confraternidad Argentino-Brasileña (versus Flamengo): 1939
- Copa Municipalidad de Avellaneda: 1940
- Trofeo Universidad de Chile (versus Universidad de Chile): 1940
- Copa Intendente Municipal: 1941
- Copa Ministerio de Hacienda: 1941
- Copa Fraternidad: 1941
- Copa Presidente Prado: 1941

Títulos con la Selección Nacional
| Título                  | Equipo              | Sede      | Año  |
| ----------------------- | ------------------- | --------- | ---- |
| Campeonato Sudamericano | Selección Argentina | Argentina | 1937 |
| Campeonato Sudamericano | Selección Argentina | Chile     | 1945 |

### Títulos como entrenador
| Título           | Club          | País      | Año  |
| ---------------- | ------------- | --------- | ---- |
| Primera División | Independiente | Argentina | 1948 |